# Дајерсвил (Ајова)
Дајерсвил (енгл. Dyersville) град је у америчкој савезној држави Ајова. По попису становништва из 2010. у њему је живело 4.058 становника.

## Демографија
Према попису становништва из 2010. у граду је живело 4.058 становника, што је 23 (0,6%) становника више него 2000. године.
| Група             | 2000.         | 2010.         |
| Белци             | 3.974 (98,5%) | 3.932 (96,9%) |
| Афроамериканци    | 18 (0,4%)     | 37 (0,9%)     |
| Азијати           | 5 (0,1%)      | 9 (0,2%)      |
| Хиспаноамериканци | 18 (0,4%)     | 53 (1,3%)     |
| Укупно            | 4.035         | 4.058         |